# Vieni via con me
Die Sendung Vieni via con me wurde erstmals am 29. November 2010 auf Rai Tre der RAI ausgestrahlt. Moderatoren sind Fabio Fazio und Roberto Saviano. Mit den vier bereits ausgestrahlten Sendungen hat man versucht die politischen, gesellschaftlichen und kulturellen Probleme Italiens anhand von Liedern, Monologen, Texten und Diskussionen zu verdeutlichen. Für jede Folge wurden bestimmte Auflistungen der Themen bereitgestellt, die während der Sendung streng befolgt wurden. Berühmte Gäste waren der Oscarpreisträger Roberto Benigni, Claudio Abbado und Daniele Silvestri.
Mit jeweils mehr als 7 Mio. Zuschauern hatte jede Folge eine Reichweite von 25 bis 30 %.